# Laurel Hubbard
Laurel Hubbard, född 9 februari 1978, är en nyzeeländsk tyngdlyftare som togs ut att tävla i de Olympiska mästerskapen 2020 i Tokyo. Hubbard är rankad sjua i IWF:s 87 kilos klass och gjorde sig därtill känd som den första kvalificerade i de olympiska spelen som öppet transsexuell.